# Cara Italia (Ghali)
Cara Italia è un singolo del rapper italiano Ghali, pubblicato il 26 gennaio 2018.

## Promozione
Prima della sua pubblicazione ufficiale, la compagnia telefonica Vodafone ha trasmesso uno spot contenente una versione differente del brano denominata Shake RMX. In seguito al successo del remix, il 26 gennaio 2018 Ghali ha reso disponibile il singolo per lo streaming, pubblicandolo per il download digitale nello stesso giorno ed entrando nelle stazioni radiofoniche italiane a partire dal 29 dello stesso mese.

## Tracce
1. Cara Italia – 4:04

## Classifiche

### Classifiche settimanali
| Classifica (2018) | Posizione massima |
| ----------------- | ----------------- |
| Italia            | 1                 |
| Svizzera          | 73                |

### Classifiche di fine anno
| Classifica (2018) | Posizione |
| ----------------- | --------- |
| Italia            | 9         |